# Granota pintada
La granota pintada, gripau pintat o tòtil granoter (Discoglossus pictus) és una espècie d'amfibi anur de la família Discoglossidae d'uns 30 a 60 mm de llargada, amb la pupil·la arrodonida, el musell força puntegut, la pell amb berrugues petites, el disseny dorsal llis i el ventre generalment blanquinós. Es tracta d'una espècie introduïda a Catalunya i França, on la seva distribució és cada cop més àmplia.

## Descripció
És una granota d'aspecte robust, que pot assolir una longitud d'entre 60 i 80 mm. El musell és allargat, amb forma aguda a l'extrem, i amb la mandíbula superior prominent. Té una llengua discoïdal, característica d'aquesta família. El cap té forma aplanada dorsiventralment i triangulada lateralment. Els ulls sobresurten clarament per sobre del cap i les pupil·les poden tenir forma de gota invertida o ser arrodonides. No presenta glàndules paròtides aparents i el timpà sol ser visible, sent una mica menor que el diàmetre ocular. La grandària del cap sembla proporcionalment petita en comparació amb el cos.

## Hàbitat
Es troba en una gran varietat d'hàbitats mediterranis, incloent-hi zones humanitzades. Es pot trobar inclús en aigües salobres on altres amfibis moririen.
Es pot trobar al sud-est de França i nord-est de la península Ibèrica, a l'illa de Sicília, Malta i al nord d'Àfrica.

## Reproducció
En condicions naturals, la femella pon entre 300 i 1000 ous diminuts en un període de 2 a 10 dies. Tan els ous com els capgrossos es desenvolupen ràpidament i la metamorfosi es completa en 1 o 2 mesos, segons les condicions climàtiques.
Fan postes d'ous varies vegades a l'any, segons les condiciones climàtiques.